# La resurrezione del dott. Antony
La resurrezione del dott. Antony (The Sins of St. Anthony) è un film muto del 1920 diretto da James Cruze. La sceneggiatura di Elmer Harris si basa sull'omonima storia di Charles Collins pubblicata su The Saturday Evening Post il 20 dicembre 1919.

## Trama

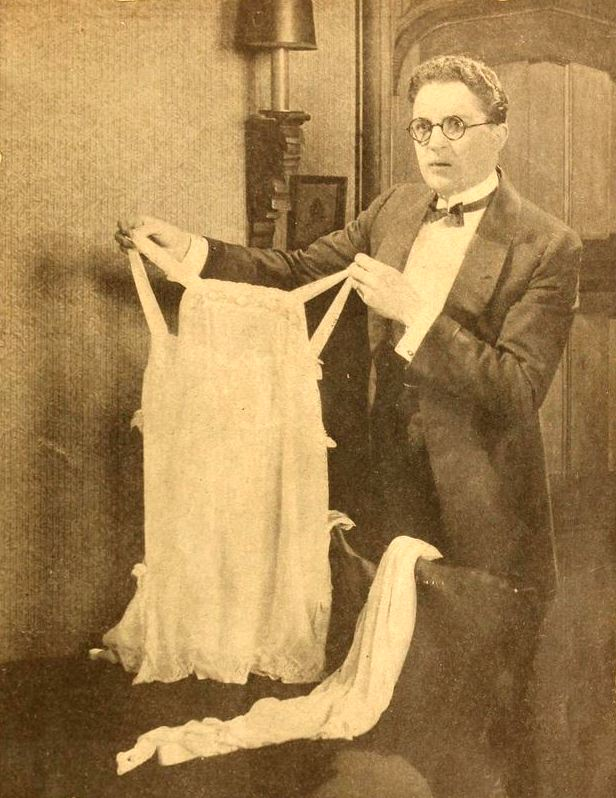
Bryant Washburn

Anthony Osgood, giovane scienziato dedito agli studi, è fidanzato con Persis Meade, ma la ragazza, che lo trova noioso, lo snobba un poco, rinviando il loro matrimonio più di una volta e intrattenendo un rapporto epistolare con un eroe d'oltremare con il quale corrisponde tramite la Croce Rossa. Per caso, la valigia dell'eroe capita tra le mani di Lorenzo Pascal, un giocatore professionista, che coglie l'occasione per introdursi in casa di Persis fingendo di essere lui il suo amico di penna. Così, quando Anthony trova la fidanzata tra le braccia di un altro uomo, lei non trova altra scusa che dirgli che è colpa sua perché lui è troppo apatico e pedante. Anthony, allora, va da Jeanette Adair, una ballerina che potrebbe aiutarlo a risolvere i suoi problemi con le donne. Sotto la guida della ragazza, Anthony intraprende un percorso che, tra feste, musica jazz e divertimento, lo porta a cambiare la propria immagine. Intanto, Persis ha scoperto che il suo eroe è una frode e cerca di tornare da Anthony. Ma, per lei, è ormai troppo tardi: Anthony non solo si è trasformato, ma, nel frattempo, si è anche innamorato di Jeannette e adesso guarda a un futuro con lei.

## Produzione
Il film fu prodotto dalla Famous Players-Lasky Corporation.

## Distribuzione
Il copyright del film, richiesto dalla Famous Players-Lasky Corp., fu registrato il 4 giugno 1920 con il numero LP15238.
Distribuito dalla Paramount-Artcraft Pictures e presentato da Jesse L. Lasky, il film uscì nelle sale statunitensi il 4 luglio 1920.
Non si conoscono copie ancora esistenti della pellicola che viene considerata presumibilmente perduta.